# Makabi Lilepo
Glody Makabi Lilepo (Kinshasa, 27 luglio 1997) è un calciatore congolese (Repubblica Democratica del Congo), attaccante dei Kaizer Chiefs e della nazionale congolese.

## Carriera

### Club
Lilepo è cresciuto nelle giovanili del Vita Club. Nel 2019 è stato prestato allo Mbabane Swallows nello Swaziland ed al termine del prestito è passato a titolo definitivo al Renaissance du Congo. Tornato al Vita Club, ha giocato due stagioni in Linafoot prima di passare all'Al-Hilal Omdurman in Sudan.
Nel settembre del 2023 è sbarcato in Francia fra le file del Valenciennes. Ha debuttato in Ligue 2 il 7 ottobre 2023 nell'incontro pareggiato 1-1 contro il Troyes e due settimane dopo ha segnato il suo primo gol nel pareggio per 3-3 contro il Grenoble, match nel quale ha anche fornito due assist.

### Nazionale
Nel 2020 è stato convocato dalla nazionale congolese per partecipare al Campionato delle nazioni africane 2020. Ha debuttato il 17 gennaio nel primo incontro della fase a gironi vinto 1-0 contro il Congo. Il 30 gennaio nei quarti di finale persi 2-1 contro il Camerun ha segnato la sua prima rete.

## Statistiche

### Presenze e reti nei club
Statistiche aggiornate al 8 aprile 2024.
| Stagione        | Squadra           | Campionato      | Campionato | Campionato | Coppe nazionali | Coppe nazionali | Coppe nazionali | Coppe continentali | Coppe continentali | Coppe continentali | Altre coppe | Altre coppe | Altre coppe | Totale | Totale | Totale |
| Stagione        | Squadra           | Comp            | Pres       | Reti       | Comp            | Pres            | Reti            | Comp               | Pres               | Reti               | Comp        | Pres        | Reti        | Pres   | Reti   |        |
| --------------- | ----------------- | --------------- | ---------- | ---------- | --------------- | --------------- | --------------- | ------------------ | ------------------ | ------------------ | ----------- | ----------- | ----------- | ------ | ------ | ------ |
| 2020-2021       | Vita Club         | L               | ?          | ?          | CC              | ?               | ?               | CCL                | 6                  | 3                  |             | -           | -           | 6+     | 3+     |        |
| 2021-2022       | Vita Club         | L               | ?          | ?          | CC              | ?               | ?               | CCC                | 2                  | 0                  |             | -           | -           | 2+     | 0+     |        |
| 2022-2023       | Al-Hilal Omdurman | PL              | ?          | ?          | CS              | ?               | ?               | CCL                | 10                 | 5                  |             | -           | -           | 10+    | 5+     |        |
| 2023-2024       | Valenciennes      | L2              | 21         | 2          | CF              | 5               | 1               |                    | -                  | -                  |             | -           | -           | 26     | 3      |        |
| Totale carriera | Totale carriera   | Totale carriera | 21+        | 2+         |                 | 5+              | 1+              |                    | 18                 | 8                  |             | -           | -           | 44+    | 11+    |        |

### Cronologia presenze e reti in nazionale
| Cronologia completa delle presenze e delle reti in nazionale ― RD del Congo | Cronologia completa delle presenze e delle reti in nazionale ― RD del Congo | Cronologia completa delle presenze e delle reti in nazionale ― RD del Congo | Cronologia completa delle presenze e delle reti in nazionale ― RD del Congo | Cronologia completa delle presenze e delle reti in nazionale ― RD del Congo | Cronologia completa delle presenze e delle reti in nazionale ― RD del Congo | Cronologia completa delle presenze e delle reti in nazionale ― RD del Congo | Cronologia completa delle presenze e delle reti in nazionale ― RD del Congo |
| Data                                                                        | Città                                                                       | In casa                                                                     | Risultato                                                                   | Ospiti                                                                      | Competizione                                                                | Reti                                                                        | Note                                                                        |
| --------------------------------------------------------------------------- | --------------------------------------------------------------------------- | --------------------------------------------------------------------------- | --------------------------------------------------------------------------- | --------------------------------------------------------------------------- | --------------------------------------------------------------------------- | --------------------------------------------------------------------------- | --------------------------------------------------------------------------- |
| 17-1-2021                                                                   | San Antonio                                                                 | RD del Congo                                                                | 1 – 0                                                                       | Rep. del Congo                                                              | CHAN 2020 - 1º turno                                                        | -                                                                           |                                                                             |
| 21-1-2021                                                                   | San Antonio                                                                 | Libia                                                                       | 1 – 1                                                                       | RD del Congo                                                                | CHAN 2020 - 1º turno                                                        | -                                                                           | 81’                                                                         |
| 25-1-2021                                                                   | San Antonio                                                                 | Niger                                                                       | 1 – 2                                                                       | RD del Congo                                                                | CHAN 2020 - 1º turno                                                        | -                                                                           |                                                                             |
| 30-1-2021                                                                   | San Antonio                                                                 | Camerun                                                                     | 2 – 1                                                                       | RD del Congo                                                                | CHAN 2020 - Quarti di finale                                                | 1                                                                           | 80’                                                                         |
| 25-3-2021                                                                   | San Antonio                                                                 | Gabon                                                                       | 3 – 0                                                                       | RD del Congo                                                                | Qual. Coppa d'Africa 2021                                                   | -                                                                           | 65’                                                                         |
| 29-3-2021                                                                   | San Antonio                                                                 | RD del Congo                                                                | 1 – 0                                                                       | Gambia                                                                      | Qual. Coppa d'Africa 2021                                                   | -                                                                           | 62’                                                                         |
| 11-6-2021                                                                   | San Antonio                                                                 | Mali                                                                        | 1 – 1                                                                       | RD del Congo                                                                | Amichevole                                                                  | -                                                                           | 61’                                                                         |
| 23-9-2022                                                                   | San Antonio                                                                 | RD del Congo                                                                | 0 – 1                                                                       | Burkina Faso                                                                | Amichevole                                                                  | -                                                                           | 64’                                                                         |
| 27-9-2022                                                                   | San Antonio                                                                 | RD del Congo                                                                | 3 – 0                                                                       | Sierra Leone                                                                | Amichevole                                                                  | -                                                                           | 62’                                                                         |
| 28-3-2023                                                                   | San Antonio                                                                 | Mauritania                                                                  | 1 – 1                                                                       | RD del Congo                                                                | Qual. Coppa d'Africa 2023                                                   | -                                                                           | 72’                                                                         |
| 14-6-2023                                                                   | San Antonio                                                                 | RD del Congo                                                                | 1 – 0                                                                       | Uganda                                                                      | Amichevole                                                                  | -                                                                           | 57’                                                                         |
| Totale                                                                      |                                                                             | Presenze                                                                    | 11                                                                          |                                                                             | Reti                                                                        | 1                                                                           |                                                                             |

## Palmarès

### Club

#### Competizioni nazionali
- Coppa del Sudafrica: 1

Kaizer Chiefs: 2024-2025